# Uniwersytet Łotwy
Uniwersytet Łotewski, Uniwersytet Łotwy (łot. Latvijas Universitāte, LU) – łotewski uniwersytet, założony 28 września 1919 roku w Rydze na bazie zlikwidowanej w 1918 roku Politechniki Ryskiej (w dniu 28 września obchodzi się co roku Święto LU).

## Historia

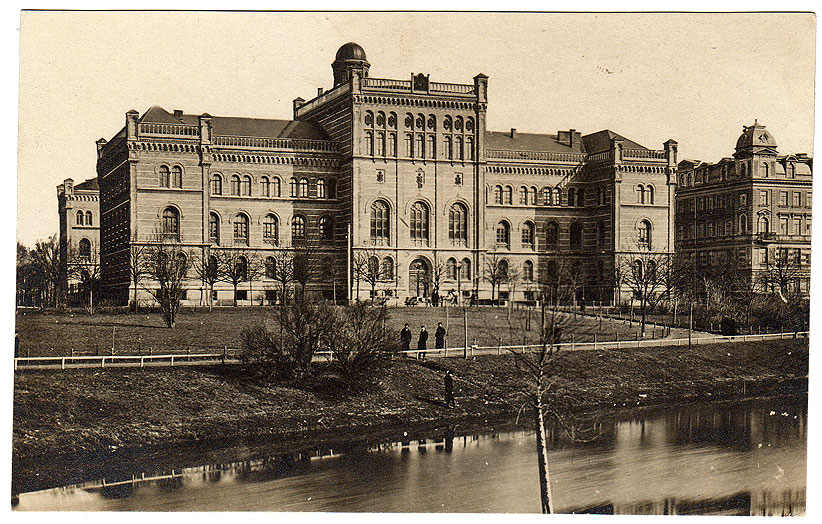
Gmach Uniwersytetu (dawna siedziba Politechniki Ryskiej) – pocztówka z lat dwudziestych XX wieku – widok od strony kanału rzecznego

W roku 1919, po uzyskaniu przez Łotwę niepodległości, na bazie zlikwidowanej Politechniki Ryskiej powołano Uniwersytet Łotwy, gdzie językiem wykładowym stał się język łotewski. Początkowo uczelnia funkcjonowała pod nazwą Łotewska Szkoła Studiów Wyższych, a następnie oficjalnie od 1922 r. – nazwę Uniwersytet Łotewski. W czasach Związku Radzieckiego uniwersytetowi narzucono w 1958 roku nazwę Państwowy Uniwersytet im. Petera Stučki. Pierwotną nazwę uniwersytetu przywrócono w 1990 roku.

## Wydziały

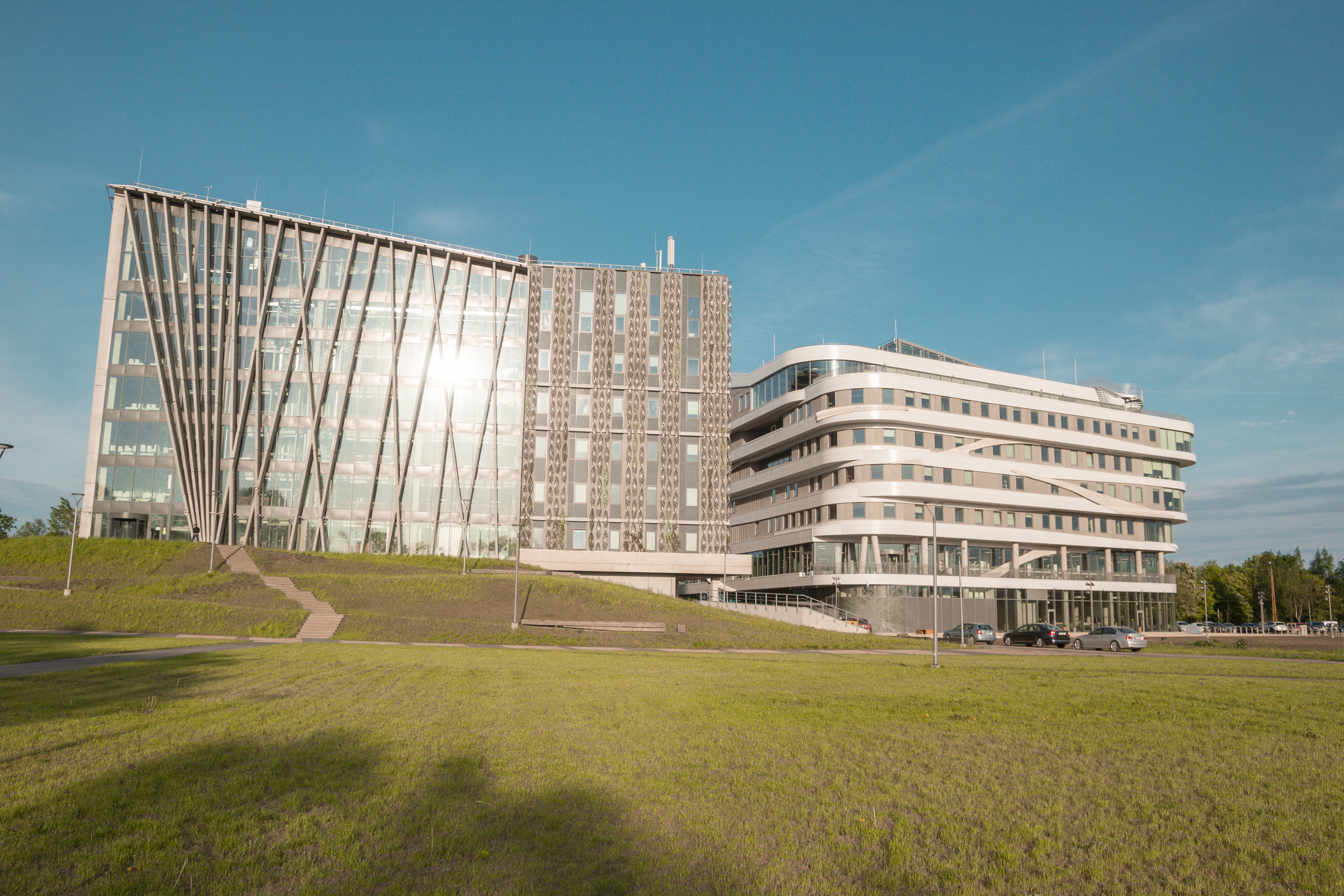
Miasteczko akademickie (2019).

Uniwersytet składa się z 13 wydziałów:
- Wydział Biologii (Bioloģijas fakultāte)
- Wydział Ekonomii i Zarządzania (Ekonomikas un vadības fakultāte)
- Wydział Filologii (Filoloģijas fakultāte)
- Wydział Fizyki i Matematyki (Fizikas un matemātikas fakultāte)
- Wydział Geografii i Nauk o Ziemi (Ģeogrāfijas un Zemes zinātņu fakultāte)
- Wydział Prawa (Juridiskā fakultāte)
- Wydział Chemii (Ķīmijas fakultāte)
- Wydział Medycyny (Medicīnas fakultāte)
- Wydział Neolingwistyki (Moderno valodu fakultāte)
- Wydział Pedagogiki i Psychologii (Pedagoģijas un psiholoģijas fakultāte)
- Wydział Nauk Socjologicznych (Sociālo zinātņu fakultāte)
- Wydział Teologii (Teoloģijas fakultāte)
- Wydział Historii i Filozofii (Vēstures un filozofijas fakultāte)

## Jednostki ogólnouczelniane i międzywydziałowe
Biblioteka Uniwersytetu Łotewskiego ma status biblioteki narodowej i jest od 1862 największą łotewską biblioteką naukową. Zbiory jej przekraczają 2 miliony druków.

## Kampusy i budynki uczelniane
Powstały w latach 1866–1869 główny budynek dawnej Politechniki, który w 1919 roku zaadaptował Uniwersytet Łotwy, cechuje się pod względem architektonicznym eklektyzmem stylistycznym. Schody prowadzące do wejścia podzielone są na trzy części, z których środkową wolno tradycyjnie wchodzić wyłącznie uczonym; pozostali mają do swej dyspozycji dwie boczne flanki schodów – tradycji tej przestrzega się do dzisiaj i nawet studenci omijają schody środkowe. Portal wejściowy zdobią herby trzech prowincji nadbałtyckich: Kurlandii, Liwonii i Estonii. Przed wejściem głównym znajduje się po drugiej stronie ulicy pas zieleni z kanałem rzecznym, przez który przerzucony jest kamienny mostek.
W 1928 architekt Kristaps Morbergs podarował Uniwersytetowi osiem kamienic, stawiając warunek, iż Uniwersytet nigdy ich nie sprzeda (wolno je jednak częściowo wynajmować). Z pieniędzy uzyskanych z najmu części pomieszczeń w tych kamienicach zaczęto w okresie przedwojennym fundować stypendia dla studentów. Tradycję tę, przerwaną w okresie okupacji sowieckiej, przywrócono po 1991 i obecnie co roku 50 studentów otrzymuje w ten właśnie sposób pozyskane Stypendia im. Kristapsa Morbergsa.

## Polacy na Uniwersytecie
W latach 1930–1935 wykładowcą na uniwersytecie był Julian Krzyżanowski.
Polacy stanowili zdecydowaną liczebnie społeczność studentów Politechniki Ryskiej, wahającą się w zależności od lat od 25 do 50% ogółu wszystkich studentów. Po jej zlikwidowaniu i powstaniu Uniwersytetu Łotewskiego liczba Polaków gwałtownie zmalała. W roku akademickim 1930/1931 na uniwersytecie studiowało 32 Polaków. W 1925 roku na uczelni utworzono Towarzystwo Studentów Polaków Uniwersytetu Łotewskiego w Rydze, na czele którego stanął Napoleon Liberys. Oprócz Towarzystwa na uniwersytecie działały polskie korporacje akademickie Fraternitas Inflantica i Plateria.
W gmachu Uniwersytetu Łotewskiego, jeszcze za czasów Politechniki, powstał tzw. karcer, który istnieje do dziś. Jest to mały pokój o powierzchni około 20 m², którego ściany są pokryte napisami i rysunkami wykonanymi głównie w języku polskim. Zabytek ten po tym, jak chylił się ku ruinie po zalaniu pomieszczenia w latach 80. XX wieku, ocalał dzięki wsparciu finansowemu, które użyczyło polskie Ministerstwo Kultury i Dziedzictwa Narodowego. Dzięki pieniądzom z polskiego budżetu udało się w latach 2008–2011 objąć go konserwacją.